# Upsilon Herculis
Upsilon Herculis (6 Herculis) é uma estrela na direção da constelação de Hercules. Possui uma ascensão reta de 16h 02m 47.85s e uma declinação de +46° 02′ 12.7″. Sua magnitude aparente é igual a 4.72. Considerando sua distância de 376 anos-luz em relação à Terra, sua magnitude absoluta é igual a −0.59. Pertence à classe espectral B9III.